# Krîciunove, Bârzula
Krîciunove (în ucraineană Кричунове) este un sat în comuna Liubașivka din raionul Bârzula, regiunea Odesa, Ucraina.

## Demografie
Componența lingvistică a localității Krîciunove
     Ucraineană (96,47%)
     Română (2,35%)
     Rusă (1,01%)
Conform recensământului din 2001, majoritatea populației localității Krîciunove era vorbitoare de ucraineană (96,47%), existând în minoritate și vorbitori de română (2,35%) și rusă (1,01%).